# أبو ساكن عامر بن علي بن يسفاو الشماخى
الشييخ أبوساكن عامر الشماخي (1301 - 1390) هو أبو ساكن عامر بن علي بن عامر بن يسفاو الشماخي. من مشاهير علماء ليبيا. ولد في يفرن عام 700 هـ  وتُوفي عام 792 هـ. هو كما يقول عنه بدرالدين أحمد بن سعيد الشماخي مؤلف كتاب سير المشائخ: «واسطة العقد ومنتهى القصد،» و«إذا أُطلق الشيخ في عرف زماننا فهو المعنى، وما يذكر عن اجتهاده في الإقراء والعبادة والحزم والتزام الطريقة وإحياء السير أمر كبير.» كان أبو ساكن أيضا واسطة بين من بعده ومن قبله. كان الشيخ عامر يوصف بالحلم والوقار وعدم الحدة. قيل أنه ومع هرمه لم ينتقص عقله. له مزار بقرية أتوغاسرو بيفرن.

## نشأته
نشأ الشيخ عامر في أسرة شريفة، عريقة في الدين والأخلاق العالية وكان أبوه مشهورا بالصلاح مستجاب الدعاء يهابه كل مخالف وموافق وكان يُعَدِّي القوافل من اللصوص والمحاربين وإذا أبصروه مع عير رجعوا هيبة. ومما يروى أن «أبوه أرسله يرعى بقرة فجاز عليه بعض الأعراب ووجده ماسكا رسن بقرته فقال لم مسكتها دون الأطفال قال خشية أن تغشى زرع الناس فأتى أباه فقال إن ابنك يصلح للعلم والقراءة لا لرعى البقر».

## دراسته
ألتحق الشيخ عامر بمدرسة الشيخ أبي موسى عيسى بن عيسى الطرميسي بطرميسة (اِطَرْمِيسَنْ) في جادو بجبل نفوسة التي كانت تعد حينئذ أعظم مدرسة في جبل نفوسة تخرج منها عدة أعلام في الفكر والشريعة الإسلامية. كان الشيخ أبي موسى على ما يبدو يُعَلِّم في وقت الشيخ يحيى أبي العز الشماخي. صَاحَبَ أبو ساكن الشيخ أبا عزيز وكان أبو ساكن يؤثر الشيخ أبا عزيز على غيره من الأشياخ وأعانه حين سافر إلى الحج. قال الشيخ أبو عزيز للشيخ عامر: «هذا المذهب أبلغته إليك فأن أحسنت سياسته بقى وإلا افترق،» فساسه بل جدده بعد أن اخلق. وكان مع أبي طاهر كفرسي رهان يتسابقان في ميدان.

## سيرته
عاد الشيخ عامر من طرميسة إلى يفرن فكوّن مدرسة كبيرة وبعدها انتقل إلى مدرسة أبي يزيد المزغورتي في مزغورة، فوجد هناك صديقه الشيخ أبا عزيز حاملا لواء الإسلام، وبعد هذا انتقل إلى متيون في الرحيبات عام 743 هـ، يقرئ العلوم 13 سنة، ثم تحول بعدها إلي يفرن عام 756هـ\ 1335م وأقام بالمسجد الكبير إلى أن مات (السير 559). هذا المسجد يبدو أنه قديم جدا إذ أنَّ به كتابة تعود إلى 109 هـ وهو الذي يدعى أيضا مقام الشيخ عامر، وهو غير مسجد وَرْسَطَّفْ (أو مسجد أزُورْ) الذي يدعوه أهل القصير (أتوغاسرو) بأنه المسجد الكبير تمييزا له عن المسجد الصغير الذي على ما يبدو أُنشيء بعده في قرية (اتوغاسرو). قيل أنه لما يأس أبو عزيز من نفسه أرسل إلى أبي ساكن ولم يأته الرسول وخرج زائرا له فصادفه وقد قرب أجله فأوصاه بما أوصاه ورجعت إليه طلبة أبي عزيز. وقد كانت له إلى ذلك دراية بالطبِّ.

## تلاميذه
ابنه أبو عمران موسى وابن ابنه سليمان وأبو يعقوب يوسف بن مصباح والشيخ بن محمد بن الشيخ وأبو عمران موسى بن أبي يوسف وأبو زكريا يحيى بن زكريا وأيوب الجطالي وأبو الفضل أبو القاسم بن إبراهيم البرادى ونوح بن حازم المرساونى وأبو عبد الله محمد التفجانى وأبو الضياء يسفاو الطرمسى وغيرهم ممن يكثر عددهم.

## مؤلفاته
1. كتاب الإيضاح الذي يعد موسوعة فقهية واضحة، عالج فيه فقه العبادات والأخلاق والمعاملات. يقول عنه البدر: «الف ديوانه في عشرة الثلاثين بعد موت عمنا عيسى وقبل موت عمنا أبي عزيز ولم يكمله لأمر عرض له فالكتاب الأول في الصلاة سفر مستقل والثاني في الزكاة والصوم والحج والنذور والإيمان والحقوق وهو سفر ضخم والثالث في البيوع والقسمة والرهن سفر مستقل والرابع في الوصايا والهبات ثم امتنع من تكميل الفقه وهذا التأليف ما أظن أُلف في المذهب مثله جمعا وتعليلا واختصارا غير مخل وتطويلا غير ممل ولا مكرر.»
2. ديوان أبي زكريا بن الخير
3. الديوان، ديوان الأشياخ
4. عقيدة ألفها لعمنا نوح بن حازم
5. قصيدة في الأزمنة
6. متن كتاب الديانات، وقد ترجم إلى اللغة الإنجليزية والفرنسية، انظر منتدى الإباضية من هذا الرابط .